# Susuacanga unicolor
Susuacanga unicolor är en skalbaggsart som först beskrevs av Bates 1870.  Susuacanga unicolor ingår i släktet Susuacanga och familjen långhorningar.
Artens utbredningsområde är:
- Paraguay.
- Venezuela.

Inga underarter finns listade i Catalogue of Life.